# Acquate
Acquate (Quàa în dialectul din Lecco) este un sat în comuna Lecco din provincia Lecco, situat la aproximativ 1,5 km de centrul orașului Lecco. Are o populație de 3.683 locuitori.
A devenit parte din provincia Como la ordinele lui Napoleon, dar austriecii au anulat această hotărâre în 1815. Apoi, în mod oficial, a devenit parte a comunei Lecco în 1923.
Multe scene din romanul istoric I promessi sposi („Logodnicii”) al lui Alessandro Manzoni au loc la Acquate.

## Personalități originare din Acquate
- Lucia Ripamonti (1909-1954), călugăriță catolică, proclamată fericită în mai 2019